# Karl Steinbuch
Karl Steinbuch, né à Bad Cannstatt le 15 juin 1917 et mort à Ettlingen le 4 juin 2005, est un ingénieur et inventeur allemand, pionnier dans le domaine de l’informatique et des réseaux neuronaux artificiels.
Il utilisa le premier le terme « Informatik » en 1957.